# Skúvoyar kommuna
Skúvoyar kommuna er en kommune på Færøerne, og omfatter øerne Skúvoy og Stóra Dímun. Kommunen er den næstmindste på Færøerne regnet i folketal. 1. januar 2009 havde kommunen 55 indbyggere (heraf 8 på Stóra Dímun), mod 143 i 1960. Der er to bebyggelser, bygden Skúvoy på Skúvoy og Dímun gård på Stóra Dímun.

## Politik
Bygderådet består af tre uafhængige repræsentanter, mod fem repræsentanter fra to lister i perioden 1997–2001. Harry Jensen har været borgmester siden 2009.
Der er kun en - partiuafhængig - liste, som opstiller kandidater. Ved seneste kommunalvalg i november 2012 var stemmeprocenten 88,4, og resultatet blev således:
| Liste | Parti       | Stemmer | Procent | Mandater | Mandater |
| ----- | ----------- | ------- | ------- | -------- | -------- |
| A     | Borgerliste | 38      | 100     | 3        | +3       |
|       | I alt       | 38      | 100     | 3        | 0        |

| Liste A | Liste A              | Liste A |
| Nr      | Kandidat             | Stemmer |
| ------- | -------------------- | ------- |
| 1.      | Tummas Frank Joensen | 9       |
| 2.      | Jørgin Olaf Høgnesen | 2       |
| 3.      | Inga Tórarenni       | 8       |
| 4.      | Harry Jensen         | 16      |
| 5.      | Anna Thomsen         | 1       |
|         | Liste                | 2       |